# Nikólskoie (Kamtxatka)
Nikolskoie (en rus: Нико́льское; en aleutià: Никоольскиҳ) és una localitat rural (selo) i el centre administratiu del districte d'Aleutski del krai de Kamtxatka, Rússia, situat a l'illa de Bering, que pertany a l'arxipèlag de les illes del Comandant. Segons el cens del 2010 tenia 676 habitants; 808 segons el cens del 2002; i de 1.356 segons el cens del 1989. És l'única localitat que roman habitada de l'illa i del districte.

## Història
Va ser fundada el 1826 per pobladors aleutians de l'illa d'Atka a les Illes Aleutianes que van ser portats allà per comerciants de pells russos. Tot i que principalment es dedicaven a la criança d'animals com llúdries marines i foques per llurs pells, també se'ls va introduir en cert grau en la caça tradicional de balenes i foques amb arpons i llances.
Actualment, la població està dividida entre russos i aleutians, tot i que la mescla entre tots dos grups és habitual.

## Economia
L'economia actual es basa primordialment en la pesca, especialment el caviar de salmó, bolets, i serveis i subsidis del govern. Tot i viure en un ambient que és extremadament ric en vida salvatge, els habitants de l'illa estan molt restringits en l'ús d'aquests recursos, car pràcticament tota l'illa és una reserva natural. En els anys posteriors a la dissolució de la Unió Soviètica, la pesca furtiva de peixos, guineus àrtiques, rens (que van ser portats a l'illa) i aus migratòries estava molt estesa, però en l'actualitat, a causa d'una estricta protecció, pràcticament no hi ha caça de mamífers marins.

## Transport
Nikolskoye està connectada amb la resta de Rússia a través de l'Aeroport de Nikólskoie.

## Clima
Com la resta del krai de Kamtxatka, Nikolskoie té un clima subàrtic (Dfc), encara que l'oceà fa que les temperatures siguin molt menys extremes que a l'interior de Sibèria, amb uns hiverns quatre graus més suaus que els de Petropàvlovsk-Kamtxatski. La transició cap al clima oceànic subpolar del sud-oest d'Alaska cap a l'est és molt evident, especialment en les hores extremadament baixes de llum solar, que de mitjana són al voltant de 2,8 per dia a causa de la boira constant produïda per Cicló Aleutià i el Corrent d'Oyashio en el seu costat occidental.
| Dades climàtiques a Nikolskoie (1945-1994)             | Dades climàtiques a Nikolskoie (1945-1994) | Dades climàtiques a Nikolskoie (1945-1994) | Dades climàtiques a Nikolskoie (1945-1994) | Dades climàtiques a Nikolskoie (1945-1994) | Dades climàtiques a Nikolskoie (1945-1994) | Dades climàtiques a Nikolskoie (1945-1994) | Dades climàtiques a Nikolskoie (1945-1994) | Dades climàtiques a Nikolskoie (1945-1994) | Dades climàtiques a Nikolskoie (1945-1994) | Dades climàtiques a Nikolskoie (1945-1994) | Dades climàtiques a Nikolskoie (1945-1994) | Dades climàtiques a Nikolskoie (1945-1994) | Dades climàtiques a Nikolskoie (1945-1994) |
| Mes                                                    | gen                                        | febr                                       | març                                       | abr                                        | maig                                       | juny                                       | jul                                        | ag                                         | set                                        | oct                                        | nov                                        | des                                        | anual                                      |
| ------------------------------------------------------ | ------------------------------------------ | ------------------------------------------ | ------------------------------------------ | ------------------------------------------ | ------------------------------------------ | ------------------------------------------ | ------------------------------------------ | ------------------------------------------ | ------------------------------------------ | ------------------------------------------ | ------------------------------------------ | ------------------------------------------ | ------------------------------------------ |
| Màxima rècord °C (°F)                                  | 7.8 (46)                                   | 5.0 (41)                                   | 5.0 (41)                                   | 7.2 (45)                                   | 13.9 (57)                                  | 22.2 (72)                                  | 20.0 (68)                                  | 23.3 (73.9)                                | 17.8 (64)                                  | 12.8 (55)                                  | 10.0 (50)                                  | 11.1 (52)                                  | 23.3 (73.9)                                |
| Màxima mitjana °C (°F)                                 | −1.7 (28.9)                                | −2.2 (28)                                  | −1.1 (30)                                  | 0.6 (33.1)                                 | 3.9 (39)                                   | 8.9 (48)                                   | 13.3 (55.9)                                | 14.4 (57.9)                                | 12.2 (54)                                  | 5.6 (42.1)                                 | 3.9 (39)                                   | 0.0 (32)                                   | 4.8 (40.6)                                 |
| Mitjana diària °C (°F)                                 | −3.9 (25)                                  | −4.5 (23.9)                                | −3.4 (25.9)                                | −1.1 (30)                                  | 2.0 (35.6)                                 | 6.1 (43)                                   | 10.0 (50)                                  | 11.7 (53.1)                                | 9.5 (49.1)                                 | 3.7 (38.7)                                 | 0.6 (33.1)                                 | −2.8 (27)                                  | 2.3 (36.1)                                 |
| Mínima mitjana °C (°F)                                 | −6.1 (21)                                  | −6.7 (19.9)                                | −5.6 (21.9)                                | −2.8 (27)                                  | 0.0 (32)                                   | 3.3 (37.9)                                 | 6.7 (44.1)                                 | 8.9 (48)                                   | 6.7 (44.1)                                 | 1.7 (35.1)                                 | −2.8 (27)                                  | −5.6 (21.9)                                | −0.2 (31.6)                                |
| Mínima rècord °C (°F)                                  | −22.2 (−8)                                 | −23.9 (−11)                                | −17.8 (0)                                  | −13.9 (7)                                  | −12.2 (10)                                 | −2.2 (28)                                  | 0.0 (32)                                   | 0.0 (32)                                   | −2.8 (27)                                  | −7.8 (18)                                  | −15 (5)                                    | −20 (−4)                                   | −23.9 (−11)                                |
| Precipitació mitjana mm (polzades)                     | 81.3 (3.201)                               | 53.9 (2.122)                               | 50.8 (2)                                   | 52.6 (2.071)                               | 79.0 (3.11)                                | 50.3 (1.98)                                | 54.9 (2.161)                               | 96.3 (3.791)                               | 67.3 (2.65)                                | 84.3 (3.319)                               | 69.1 (2.72)                                | 67.8 (2.669)                               | 807.6 (31.794)                             |
| Mitjana de dies de precipitació (≥ 1.0 mm)             | 13.8                                       | 12.7                                       | 11.4                                       | 9.6                                        | 7.7                                        | 6.2                                        | 7.6                                        | 10.4                                       | 10.8                                       | 14.2                                       | 15.0                                       | 15.1                                       | 134.5                                      |
| Mitjana mensual d'hores de sol                         | 31.0                                       | 56.5                                       | 99.2                                       | 120.0                                      | 102.3                                      | 84.0                                       | 74.4                                       | 108.5                                      | 123.0                                      | 111.6                                      | 54.0                                       | 27.9                                       | 992.4                                      |
| Font #1: Sistema de Clasificación Bioclimática Mundial |                                            |                                            |                                            |                                            |                                            |                                            |                                            |                                            |                                            |                                            |                                            |                                            |                                            |
| Font #2: allmetsat.com (sunshine only)                 |                                            |                                            |                                            |                                            |                                            |                                            |                                            |                                            |                                            |                                            |                                            |                                            |                                            |

## Religió
La primera església de Nikolskoye era dedicada a Sant Nicolau i Sant Innocent d'Irkutsk, l'Il·luminador de Sibèria. D'acord amb el Diccionari Geogràfic de l'Església del Centre de Sant Nicolau, va ser construïda el 1799 per la Companyia Russo-Americana. El segon edifici va ser consagrat als anys 1890 i es va tancar després de la Revolució d'Octubre. Va ser aleshores utilitzat com a club local i després com a alberg juvenil. L'edifici es va incendiar el 1983. S'ha planificat una nova església al centre del poble, una ubicació que no està subjecta a tsunamis. Serà construïda a Petropavlovsk-Kamtxatski, desmuntada, i enviada a l'illa per a reconstruir-la.